# 사이클로도데케인
사이클로도데케인(cyclododecane) 또는 시클로도데칸은 C12H24의 화학식을 가져 분자에 탄소원자가 12개인 사이클로알케인이다.